# William D. Rogers
William Dill Rogers, Sr. (* 12. Mai 1927 in Wilmington, Delaware; † 22. September 2007 in Upperville, Virginia) war ein US-amerikanischer Diplomat, der unter anderem als Vize-Unterstaatssekretär und Abteilungsleiter für interamerikanische Angelegenheiten (Assistant Secretary of State for Inter-American Affairs) während der Amtszeit von US-Präsident Gerald Ford die Außenpolitik der USA in Lateinamerika entscheidend bestimmte sowie anschließend zwischen 1976 und 1977 als Staatssekretär für Wirtschaft, Unternehmen und Landwirtschaftsangelegenheiten (Under Secretary of State for Economic, Business, and Agricultural Affairs) einen der höchsten Posten im US-Außenministerium bekleidete.

## Leben

### Studium, Rechtsanwalt und Alliance for Progress
Rogers arbeitete während des Besuchs der St. Andrews School in Middletown während des Zweiten Weltkrieges in den Sommermonaten 1942 und 1943 in einer Schiffswerft, die Kriegsschiffe herstellte. Er begann nach dem Schulabschluss 1944 ein grundständiges Studium an der Princeton University, das er 1948 mit einem Bachelor of Arts (B.A.) abschloss. Ein darauf folgendes Studium der Rechtswissenschaften an der Yale University beendete er 1951 mit einem Bachelor of Laws (LL.B.).
Nach seiner anwaltlichen Zulassung in Washington, D.C. arbeitete Rogers als Mitarbeiter von Charles Edward Clark, einem früheren Dekan der juristischen Fakultät (Law School) der Yale University und Richter am U. S. Court of Appeals, sowie danach für Stanley Forman Reed, der als Richter am Obersten Gerichtshof der Vereinigten Staaten (U. S. Supreme Court) wirkte. Danach trat er als Partner in die Anwaltskanzlei Arnold, Fortas & Porter ein.
1961 wurde Rogers, der Mitglied der Demokratischen Partei war, zunächst Sonderberater und dann stellvertretender Koordinator der USA in der Alliance for Progress, ein Abkommen zur ökonomischen Zusammenarbeit zwischen Nord- und Südamerika, das 1961 vom damaligen US-Präsidenten John F. Kennedy initiiert wurde. Ziel der Vereinbarung war es, vor dem Hintergrund der Kubanischen Revolution eine Zusammenarbeit weiterer Länder Latein- und Südamerikas mit der Sowjetunion zu verhindern. Aus Protest gegen die Entscheidung von Präsident Lyndon B. Johnson zur Invasion in die Dominikanische Republik und den Vietnam trat er 1965 von dieser Funktion zurück. Im Anschluss war er wieder als Rechtsanwalt in der Anwaltskanzlei Arnold, Fortas & Porter tätig.

### Assistant Secretary of State und Under Secretary of State
Nachdem Henry Kissinger am 22. September 1973 Außenminister im Kabinett von Präsident Richard Nixon wurde, bat Kissinger ihn, eine Funktion als Rechtsberater des Außenministeriums anzunehmen. Rogers lehnte jedoch ab, da er eine Tätigkeit für Nixon ablehnte. Nach dem Rücktritt Nixons aufgrund der Watergate-Affäre am 9. August 1974 nahm er jedoch aufgrund einer erneuten Bitte Kissingers die Funktion als Rechtsberater in der Regierung von Präsident Gerald Ford an.
Wenige Wochen später wurde Rogers am 7. Oktober 1974 Nachfolger von Jack B. Kubisch als Vize-Unterstaatssekretär Abteilungsleiter für interamerikanische Angelegenheiten (Assistant Secretary of State for Inter-American Affairs). In dieser Funktion führte er zwischen Ende 1974 und Ende 1975 Geheimgespräche mit der Regierung von Kuba zur Relativierung der außenpolitischen Beziehungen. Außerdem bereitete er die Verträge zur Übergabe des Panamakanals und der Panamakanalzone an Panama vor. Wegen der bevorstehenden Präsidentschaftswahl am 2. November 1976 lehnte Ford jedoch eine Unterzeichnung des Vertragswerkes ab. Nach dessen Wahlniederlage und dem Sieg des Demokraten Jimmy Carter kam es am 7. September 1977 durch diesen zur Unterzeichnung der Torrijos-Carter-Verträge.
Bereits am 18. Juni 1976 übernahm Rogers von Charles W. Robinson das Amt des Unterstaatssekretärs für Wirtschaft, Unternehmen und Landwirtschaftsangelegenheiten (Under Secretary of State for Economic, Business, and Agricultural Affairs), während Harry W. Shlaudeman Assistant Secretary of State for Inter-American Affairs wurde. Als solcher befasste er sich nicht nur mit wirtschaftspolitischen Hilfen für Lateinamerika, sondern zusammen mit Großbritannien und Südafrika auch mit einem Hilfspaket für Rhodesien. Das Amt des Unterstaatssekretärs bekleidete er bis kurz vor dem Ende der Amtszeit der Regierung Carter am 31. Dezember 1976.

### Professor an der University of Cambridge und Beratungstätigkeiten
Rogers, der anschließend wieder als Rechtsanwalt arbeitete und zwischen 1982 und 1983 eine Professur an der University of Cambridge innehatte, wurde 1989 Vize-Vorsitzender der Henry Kissinger gegründeten Beratungsagentur Kissinger Associates und beriet US-Präsident George H. W. Bush in Rechtsfragen zur US-Invasion in Panama am 20. Dezember 1989.
Neben seiner anwaltlichen Tätigkeit war Rogers Vorstandsmitglied des Council on Foreign Relations sowie des Cordell-Hull-Institut. Des Weiteren engagierte er sich für die American Academy of Diplomacy, die Amerikanische Gesellschaft für internationales Recht ASIL (American Society of International Law), das Aspen-Institut, die Kampagne für amerikanische Führung im Mittleren Osten (Campaign for American Leadership in the Middle East) sowie das Zentrum für interamerikanische Beziehungen (Center for Inter-American Relations).